# Robert Stewart (vescomte de Castlereagh)
Robert Stewart, II marquès de Londonderry (18 de juny de 1769 - 12 d'agost de 1822), més conegut a la història com Lord Castlereagh, va ser un estadista irlandès i britànic.
Robert Stewart va rebre el títol de vescomte de Castlereagh en 1796 quan li va ser conferit al seu pare, el títol de comte de Londonderry. A la seva mort el va succeir com II marquès de Londonderry, títol al que havia estat elevat el seu pare el 1816, sent succeït pel seu germanastre Charles Vane com III marquès.
Malgrat les seves aportacions a la pau post-napoleònica, Castlereagh es va fer impopular entre els britànics pel seu suport a la repressió brutal de l'estat, amb episodis com la matança de Peterloo.

## Biografia
Stewart va néixer a Dublín, fill de Robert Stewart, un prominent terratinent irlandès que va ser membre del Parlament anglès, sent nomenat marquès de Londonderry el 1816. La seva mare va morir quan ell tenia un any, i el seu pare es va tornar a casar.
Als inicis de la seva carrera política, i després d'una visita a la França revolucionària, Castlereagh rebutjà la política democràtica dels seus constituents presbiterians a l'Ulster. Canviant de bàndol al paralment per donar suport al govern, va prendre un paper principal en la repressió i detenció de membres de la conspiració republicana dels United Irishmen, empresonant fins i tot antic associats polítics.
Després de la rebel·lió de 1798, com a Secretari en cap per Irlanda, va impulsar l'Acta d'Unió al Parlament irlandès, sense però, incloure l'emancipació dels catòlics.que continuaren amb gran part dels seus drets retallats respecte als protestants.
Com a ministre d'Exteriors britànic, des de 1812, va ser fonamental per a la gestió de la coalició que va derrotar a Napoleó i va ser el principal diplomàtic britànic al Congrés de Viena. Castlereagh va ser també capdavanter de la Cambra dels comuns britànica durant el govern de Robert Jenkinson des de 1812 fins a la seva mort (per suïcidi a l'agost de 1822). Al principi de la seva carrera, com a Cap de la Secretaria d'Irlanda, es va veure involucrat en la sufocació de la rebel·lió irlandesa de 1798 i va ser fonamental en l'obtenció de l'aprovació de la polèmica Llei irlandesa de la Unió de 1800.
Fou un dels signants del tractat de Paris de 1814, i després de la segona abdicació de Napoleó el 1815 va treballar amb les corts europees representades al Congrés de Viena per recomposar l'ordre territorial continental que s'havia de mantenir fins a mitjan segle. Va bloquejar les dures condicions contra França creient que un tractat basat en la venjança i la represàlia alteraria un necessari equilibri de poders.
A partir de 1815, Castlereagh va donar suport a mesures repressives del govern contra les demandes populars que reclamaven reforma de la representació parlamentària o denunciaven les pèssimes condicions i la remuneració dels treballadors de les fàbriques i pel dret a organitzar-se en el lloc de treball. Així, fou un dels personatges del govern que perpetràla massacre de Peterloo de 1819. fou una figura àmpliament rebutjada i odiada a Irlanda i Gran Bretanya.
El poeta Shelley a la seva obra La Màscara de l'Anarquia escrigué "he trobat la mort pel camí, duia la màscara de Castlereagh". Lord Byron també escrigué dures paraules contra ell.
Al morir el seu pare el 1821, ell el va succeir com a marquès de Londonderry de la noblesa irlandesa; no obstant això, va seguir ocupant un escó anglès. L'any següent, va començar a patir de paranoia i crisis nervioses, probablement produïdes pels atacs de gota. Londonderry va començar a descurar les seves obligacions polítiques; ell mateix va dir "La meva ment, per dir-ho així, se n'ha anat". Es va retirar a la seva casa de camp al comtat de Kent; i de fet, l'agost d'aquest any va tenir una audiència amb el rei en la que es va mostrar mentalment pertorbat.
El 12 d'agost de 1822 es va tallar la gola amb un tallapapers. Les recerques van concloure que el marquès estava boig al moment de la seva mort, fet que va permetre que la seva família no perdés les seves propietats pel delicte de suïcidi. A part, el veredicte, va permetre que fos enterrat a l'abadia de Westminster, en lloc de rebre un enterrament vergonyós. No obstant això, no es van poder evitar els esbroncs i insults a la processó fúnebre per raó de l'alta impopularitat del marquès. No va ser erigit cap monument al seu honor fins al 1850, pel seu germanastre, Charles Vane, que el va succeir en els seus títols.

## Epitafi satíric de Lord Byron
Poc temps després de la seva mort Lord Byron li va dedicar un epitafi satíric:
| « | Posterity will ne'er survey A nobler grave than this.. Here lie the bones of Castlereagh: Stop, traveller, and piss | La posteritat mai veurà Tomba més noble que eixa Sobre els ossos de Castlereagh: Atura't, viatger, i pixa. | » |